# Distrikt Miraflores (Huamalíes)

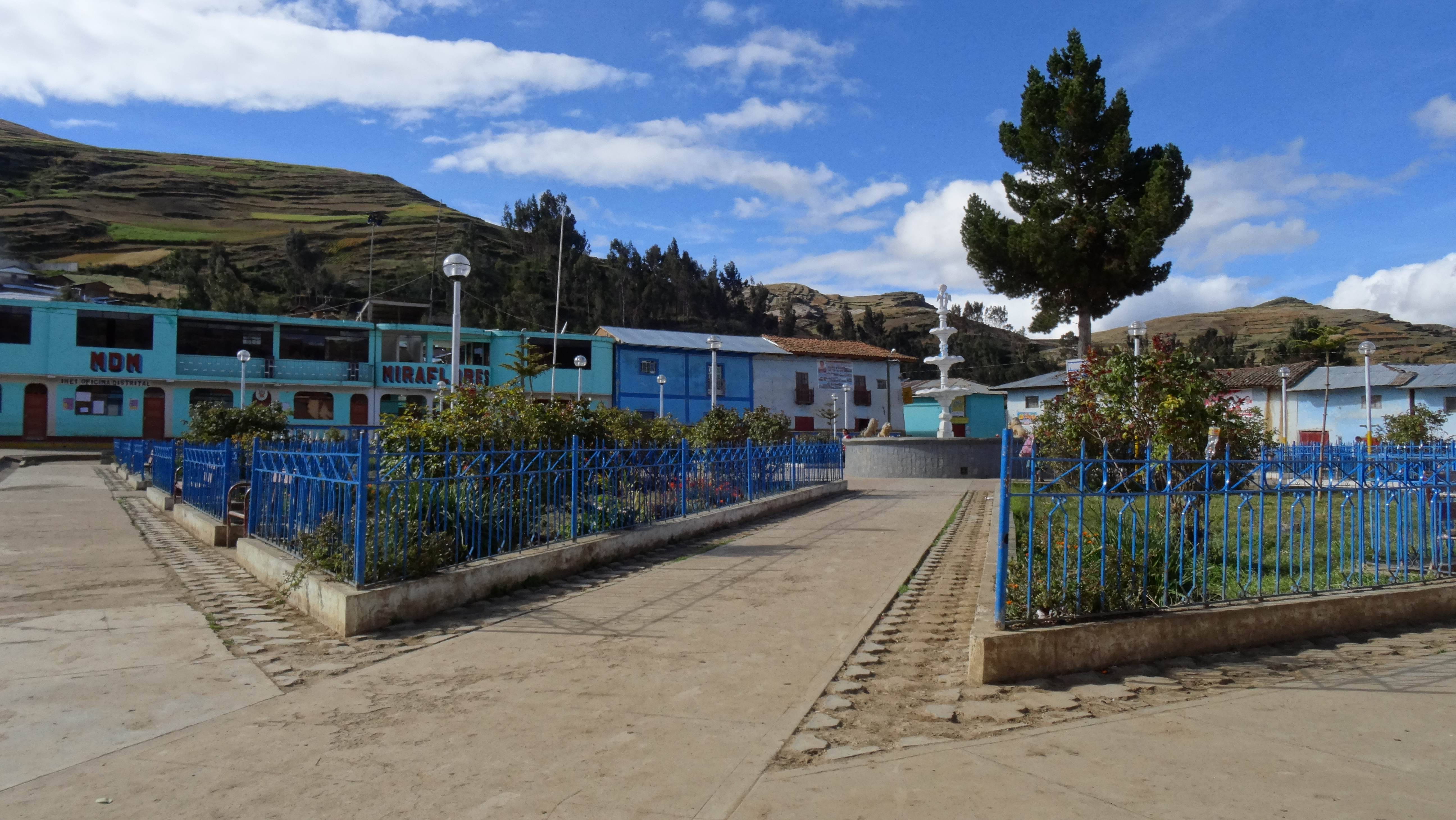
Plaza de Armas in Miraflores (2018)

Der Distrikt Miraflores liegt in der Provinz Huamalíes in der Region Huánuco in Westzentral-Peru. Der Distrikt wurde am 15. Juli 1936 gegründet. Er erstreckt sich über eine Fläche von 95,6 km². Im Distrikt wurden beim Zensus 2017 3211 Einwohner gezählt. Im Jahr 1993 lag die Einwohnerzahl bei 3419, im Jahr 2007 bei 3460. Sitz der Distriktverwaltung ist die 3667 m hoch gelegene Ortschaft Miraflores mit 1547 Einwohnern (Stand 2017). Miraflores befindet sich 6 km nördlich der Provinzhauptstadt Llata.

## Geographische Lage
Der Distrikt Miraflores liegt östlich der peruanischen Westkordillere im Westen der Provinz Huamalíes. Entlang der östlichen Distriktgrenze strömt der Río Marañón nach Norden. Dieser entwässert das Areal.
Der Distrikt Miraflores grenzt im Westen an die Distrikte San Pedro de Chaná, Pontó und Huacachi (alle drei in der Provinz Huari), im Nordwesten an den Distrikt Singa, im Norden an den Distrikt Punchao, im Osten an den Distrikt Chavín de Pariarca sowie im Süden und im Südwesten an den Distrikt Puños.

## Ortschaften
Im Distrikt gibt es neben dem Hauptort folgende größere Ortschaften:
- Matacancha (354 Einwohner)
- Pampas de Flores (509 Einwohner)
- San Jeronimo de Chonta (216 Einwohner)